# 宮本幸男
宮本 幸男（みやもと ゆきお、1921年10月21日 - 2015年9月18日）は、日本のアマチュア天文学者。
天文学界における人口増加に努め、1968年の熊本天文学研究会の創設に携わった。天文学者の星野次郎から鏡作りを学び、1971年にはアマチュア天文学者としては初めてライトシュミット式望遠鏡を作り上げた。
小惑星番号6020の「Miyamoto」は彼の名前を元に付けられた。

## 経歴
1921年10月21日 熊本県熊本市で誕生。1945年 日本大学旧工学部建築学科卒業。
1968年 熊本天文学研究会の創設に携わる。1971年 天体用カメラ「ライトシュミット」を完成。
1982年、熊本市博物館職員を嘱託され、プラネタリウム運営スタッフとなる。5月に作られた熊本県民天文台の建設にあたって、中心的な役割を果たした。
1983年 熊本県民天文台台長。
1992年 アマチュアで天文学に貢献した人に贈られる「チロ賞」を受賞。
1993年 清和高原天文台台長に就任。

## エピソード
- 熊本県の花畑町に住んでいた小学校低学年の頃に星に興味を持っていた[2]。
- 学生時代には山岳部に所属していた[2]。
- 戦後は家業の製材所をしていたが、六十歳になるとやめて熊本博物館のプラネタリウムのスタッフになる[2]。
- 自作の木製赤道儀を使っていたものの、すぐブレてしまうため、やむを得なくフォノモーターを使用していた[3]。
- 妻・揚子（2014年1月17日没[6]）は、熊本天文研究会時代から熊本県民天文台の設立の際なども含め、幸男を長年支え、彼女の助言は熊本の天文学界にとっても有益だったと言われている[1][6][7]。小惑星番号4041の「Miyamotoyohko」は彼女の名前を元に付けられた[1][8][9]。